# 상인천여자중학교
상인천여자중학교(上仁川女子中學校)는 대한민국 인천광역시 남동구 간석동에 있는 공립 중학교이다.

## 학교 연혁
- 1961년 2월 28일 : 상인천여자중학교 설립 인가
- 1961년 4월 6일 : 상인천여자중학교 개교
- 1961년 4월 20일 : 초대 김형철 교장 부임
- 1975년 2월 24일 : 교사 신축 이전 (남동구 간석동 304번지)
- 1987년 6월 5일 : 교사 신축 이전 (남동구 간석동 505-11)
- 2023년 2월 8일 : 제60회 졸업생 198명 졸업(누계 25,535명)
- 2023년 3월 1일 : 제23대 윤기옥 교장 취임
- 2023년 3월 2일 : 제63회 신입생 160명 입학

## 참고 자료
- 상인천여자중학교 - 한국교육학술정보원 학교알리미